# Étienne Aymonier
Pour les articles homonymes, voir Aymonier.
Étienne François Aymonier né au  Châtelard ( Savoie) le 26 février 1844, décédé à Paris le 21 janvier 1929 est un officier et administrateur colonial français, spécialiste des cultures khmère et cham, premier directeur de l'École coloniale.

## Biographie

### Origines
Étienne François Aymonier naît le 26 février 1844 au Châtelard, dans le duché de Savoie,, qui appartient alors au royaume de Piémont-Sardaigne.
Il est issu d’une famille d'agriculteurs et de bergers. Son père, Claude est laboureur, toutefois il est capable de signer sa déclaration de naissance, contrairement à sa mère, Jeanne Baptiste Charbonnier.[réf. nécessaire]

### Premiers pas d'une carrière coloniale
Étienne-François Aymonier s'engage en juillet 1862, à dix-huit ans, au 54e régiment de ligne pour remplacer son frère qui a tiré un « mauvais numéro ». Ayant réussi à devenir caporal-bibliothécaire de son régiment, il profite d'un accès aux livres pour se présenter au baccalauréat, qu'il obtient en 1866, ce qui lui permet ensuite de tenter une admission à Saint-Cyr. En novembre 1866, il réussit le concours, obtenant le numéro 178 sur 250. Élève-officier, il fait preuve d'évidentes aptitudes. Il réussit, grâce à son rang de sortie n°33 (promotion du Sultan, 1866-1868), à être nommé le 1er octobre 1868 sous-lieutenant d’infanterie de marine, alors arme de prestige dans les troupes impériales.
Affecté l'année suivante au corps d'occupation de Cochinchine, Aymonier débarque à Saïgon en octobre 1869, dans une région où les Français ont pris pied en 1858 et qui possède le statut de colonie depuis 1865.
Le jeune officier d’infanterie éprouve très vite un grand intérêt pour ce pays et surtout sa population, s’intéressant  en autodidacte de plus en plus averti à leur culture et leur histoire, à cette époque encore mal connues. Cette disposition originale attire l’attention de ses supérieurs qui lui offrent, au début de 1870, d’être détaché dans les fonctions d'inspecteur stagiaire des affaires indigènes. Il reste toute sa carrière attaché au 2e RIMA de Brest et restera, en parallèle de sa carrière d'administrateur, officier d'infanterie. 
En 1871, il rejoint  l'inspection de Tra Vinh dans le sud du Vietnam, où il découvre une minorité cambodgienne à laquelle il devait vouer une grande partie de sa vie. Cette province abrite en effet en effet des groupes khmers, descendants des peuples qui occupaient la région avant l'arrivée des vietnamiens au XVIIIe siècle.

## Découverte du royaume khmer
Nommé inspecteur en janvier 1872, Aymonier devient l’année suivante adjoint du représentant de la France au protectorat du Cambodge, Jean Moura, son aîné et comme lui officier français et spécialiste de la région.
Promu lieutenant - hors cadre - en 1874, Aymonier est alors chargé de l'intérim de l'inspection de la région de Hà Tiên, face au golfe de Siam, proche du Cambodge, dont il doit vérifier les frontières. Il a acquis à cette époque une connaissance suffisante de la langue khmère pour se voir confier cet enseignement au collège des administrateurs stagiaires de Saïgon. Il publie à cette époque son premier cours de vocabulaire cambodgien dont il reconnaîtra plus tard les évidents défauts. Nommé administrateur en janvier 1875, Aymonier est alors chargé du secrétariat du service de la justice indigène de Cochinchine. En avril 1875, il rentre alors en France après six années passées dans la région.
Il devient membre correspondant de l'Académie de Savoie le 21 janvier 1875.
De retour en Cochinchine dès l’année suivante, en août 1876, il est une nouvelle fois nommé adjoint du représentant du protectorat au Cambodge, qui est alors, pour quelques mois, l’officier de marine Paul-Louis-Félix Philastre qui avait, en 1873, joué un rôle dans la conquête du Tonkin aux côtés de Francis Garnier. Pour la première fois, cette même année, Aymonier mène un premier voyage d'exploration dans la région de Kompong Thom, où il découvre les vestiges imposants, de style indien, de l’ancien peuple Cham (royaume du Champa).
En 1878, nommé directeur du collège des administrateurs stagiaires de Saïgon, il profite de ce second passage pour publier de nouveaux  ouvrages sur la langue khmère qui améliorent ses premiers écrits. 
Le 1er janvier 1879, Aymonier est nommé par intérim représentant du protectorat au Cambodge où il succède cette fois-ci  à Moura. Titularisé sur ce poste, il le conserve jusqu'en mai 1881. Devenu de fait chef du gouvernement local, Aymonier dispose de tous les moyens pour explorer son territoire, en particulier la partie du Cambodge entre les lacs et Stoeng Treng sur le Mékong. Il mène de multiples travaux épigraphiques, notamment des relevés systématiques d'inscriptions khmères qui précisent la chronologie des anciens royaumes. Il innove sur le plan technique en  établissant une nouvelle méthode d’estampage pour copier sur les murs des temples tous les fragments encore visibles, explorations souvent réalisées par une main-d’œuvre locale qu’il embauche à cette fin et qui lui ramène une moisson considérable d’informations.

### Explorations scientifiques
De retour en France en 1881, ses travaux attirent l'attention des spécialistes, notamment celle du védiste Abel Bergaigne qui le pousse, lorsqu’il retourne au Cambodge en janvier 1882, à mettre sur pied des explorations scientifiques dans toute la péninsule. En trois voyages, jusqu'en 1884, Aymonier mène plusieurs périples où il découvre successivement la région d’Angkor – à la suite des voyages du lieutenant de vaisseau Louis Delaporte et du docteur Harmand - de Bangkok, du Laos, et enfin du Siam méridional. Après avoir rejoint Singapour en septembre 1884, il embarque pour Saïgon.
Ayant repéré de multiples traces de l'ancien royaume du Champâ dans ses précédents séjours en Cochinchine, Aymonier décide de lancer au début de 1885 des explorations pour mieux connaître le passé de ce peuple disparu. Accompagné de plusieurs assistants d’origine cham, descendants d'immigrés que la conquête annamite a poussé hors de leur ancienne patrie, il commence son voyage en juillet 1885 lorsque le régent Ton That Thuyet attaque la concession française de Hué. L’insécurité qui en découle l’oblige à rentrer en France sans avoir pu terminer sa mission. Pour autant, il réussit à l’aide des premières données recueillies sur le terrain, et surtout les travaux de ses collaborateurs restés sur place, à publier une somme considérable sur le peuple cham, sa culture, sa religion et sa langue.
Après un court congé en France en 1885, Aymonier revient en Annam l'année suivante comme résident de la province de Bình Thuận, région méridionale du Viêt Nam où les traces de la civilisation Cham sont nombreuses. Administrateur aux missions très étendues pour le compte de la France, il donne aux minorités anciennes et nouvelles – khmers, chams, catholiques – un statut d’allié privilégié de la France pour, selon des principes qui ne plaisent pas toujours à se hiérarchie, opposer un contrepoids efficace aux annamites qui acceptent mal la présence française. Il vit à cette époque avec une princesse Cham dont il a plusieurs enfants et le soutien qu’il obtient auprès de la population locale s'avère durable.

### Direction de l'École coloniale
L'année suivante, nommé délégué de l'Annam-Tonkin à l'exposition universelle de 1889, Aymonier rejoint définitivement la France. À cette date, en concurrence avec l’école libre des sciences politiques est créée sur l’impulsion d’Eugène Étienne, secrétaire d’État aux colonies, une École coloniale qui doit devenir à terme la grande école d'administration pour l'Outre-Mer français. Aymonier, à cette date, en prend la direction. Il la conserve – ainsi que la chaire de cambodgien - jusqu'en 1905, date de sa retraite. 
Aymonier quitte le service actif avec le grade de résident supérieur honoraire des colonies et celui de chef de bataillon d'infanterie coloniale.
Durant sa retraite, Aymonier met en forme les très nombreuses notes qu'il a accumulées durant son séjour en Extrême-Orient. Membre du comité des travaux historiques et scientifiques, du conseil d'administration de l'Alliance française et de celui de la Société asiatique, du conseil supérieur des colonies en 1910, il entretient des liens étroits et durables avec le musée Guimet qui publie dans ses Annales une relation détaillée de son voyage au Laos en 1883-1884. À la suite de ces travaux, l'Académie des inscriptions et belles-lettres le couronne en 1885 du Prix Jean Reynaud de l'Institut, « pour sa découverte des inscriptions sanscrites du Cambodge et la traduction de la partie kmer de ces inscriptions ».
Peu après, il entreprend la rédaction, puis la publication de 1900 à  1904, d'une trilogie sur le Cambodge, somme de toutes les données archéologiques et épigraphiques qu'il a rassemblées durant ses séjours. Il joue aussi un rôle en 1899 dans la fondation de l'École française d'Extrême-Orient (EFEO), qui prendra en charge en 1908 la conservation du site d'Angkor.
Il meurt en 1929.

## Postérité
Probablement gênés par son profil autodidacte, les travaux d'Aymonier se ressentent, d'après les spécialistes, d'une préparation scientifique insuffisante. Certaines de ses transcriptions et traductions, voire mêmes plusieurs de ses analyses historiques, ont souvent été reprises et corrigées après lui. 
Pour autant, ses explorations et les enseignements qu'il en a tirés ont été considérables pour améliorer la connaissances des cultures d'Extrême-Orient. C'est évident pour la civilisation khmère, cela l'est plus encore pour la culture Cham, ignorée avant lui, ses travaux ayant donné sur ce point à l'histoire de l'Indochine un apport décisif. 
Enfin, comme les montrent ses "Mémoires" écrits de 1912 à 1917 mais non publiés, Aymonier, à la différence de ses contemporains, fait preuve d'une remarquable lucidité quant à la durabilité de l'œuvre coloniale qu'il a contribué à construire. Pour lui, cette présence étrangère est, dans son esprit, appelée de toutes les façons à s'interrompre un jour, plus encore si le colonisateur ne prend en compte, ni ne respecte, la culture des peuples conquis.

## Publications
- Vocabulaire cambodgien français, Saïgon : Collège des stagiaires. 1874
- Géographie du Cambodge, Paris, E. Leroux. 1876
- Dictionnaire khmêr-français, Saïgon. 1878
- Textes khmers, publiés avec une traduction sommaire. Saïgon. 1878
- Quelques notions sur les inscriptions en vieux khmêr, Paris, Impr. nationale. 1883
- L'Épigraphie kambodjienne, Saïgon. Impr. du Gouvernement. 1885
- Nos Transcriptions. Étude sur les systèmes d'écriture en caractères européens adoptés en Cochinchine française. Saïgon. Impr. coloniale. 1886
- Grammaire de la langue chame. Saïgon. Impr. coloniale. 1889

- Le Cambodge. Le groupe d'Angkor et l'histoire, E. Leroux, Paris, 1900-1904. lire en ligne sur Gallica
- Le Cambodge. Le royaume actuel, E. Leroux, Paris, 1900-1904. lire en ligne sur Gallica
- Le Cambodge. Les provinces siamoises, E. Leroux, Paris, 1900-1904. lire en ligne sur Gallica

## Distinctions
- Officier de la Légion d'honneur[12]